# Scopula inficita
Scopula inficita là một loài bướm đêm trong họ Geometridae.